# Systemsprenger
Als Systemsprenger werden Klienten in Pädagogik und Psychiatrie bezeichnet, für die es noch keine geeigneten sowie erfolgreich nachgewiesenen Hilfemaßnahmen in der Kinder- und Jugendhilfe gibt. Sie wechseln häufig die Hilfen und die Hilfeorte und erfahren dadurch erneute Bindungsabbrüche. Ein „Ankommen“ in weiterfolgende Maßnahmen erweist sich daher als erschwert. Systemsprenger sind Personen, die aufgrund ihres besonderen Problemverhaltens nur schwer in Maßnahmen der Kinder- und Jugendhilfe respektive der Behindertenhilfe integriert werden können. Infolgedessen werden sie entweder von Einrichtung zu Einrichtung durchgereicht oder sie ziehen sich ganz zurück, fallen aus dem sozialen Netz, werden obdachlos oder straffällig.

## Definition
Der Ausdruck „Systemsprenger“ ist als Fachbegriff unklar definiert und umstritten. Er spiegelt die Hilflosigkeit von Einrichtungen, vor allem der Jugendhilfe, der Schule, der Psychiatrie, der Behindertenhilfe sowie der Justiz wider. Auch andere Begriffe wie „die Schwierigsten“ oder „Hoch-Risiko-Klientel“ sind inhaltlich unbestimmte Versuche, ein komplexes Problem in einem Wort zu fassen.
Menno Baumann, Professor für Intensivpädagogik an der Fliedner Fachhochschule Düsseldorf, schrieb 2017, der Begriff „Systemsprenger“ könne durchaus verwendet werden, wenn klar benannt wird, dass es ein komplexes Problem der Sozialsysteme sei, nicht um eine Persönlichkeitseigenschaft.
Baumann schlug 2014 folgende Definition vor:

„Hoch-Risiko-Klientel, welches sich in einer durch Brüche geprägten negativen Interaktionsspirale mit dem Hilfesystem, den Bildungsinstitutionen und der Gesellschaft befindet und diese durch als schwierig wahrgenommene Verhaltensweisen aktiv mitgestaltet.“

## Personeller Ansatz
Vor allem Personen, die in Heimen aufgewachsen sind oder sonst in ihrer Kindheit von Deprivation, Hospitalismus oder Gewalterfahrungen betroffen waren, drohen später zum Systemsprenger zu werden. Schätzungen zufolge sind fünf Prozent aller Bewohner stationärer Einrichtungen Systemsprenger. Bei den Krankheitsbildern liegen Störungen des schizophrenen Formenkreises und Persönlichkeitsstörungen mit jeweils rund 40 Prozent an erster Stelle.
Systemsprenger werden häufig charakterisiert durch
- eine kritische Sonderstellung unter den Betreuten aufgrund starker Verhaltensauffälligkeiten,
- Stören der Arbeit in Gruppen und unkooperatives Verhalten,
- Sprengen der Rahmenbedingungen,
- überzufälliges Wechseln der Einrichtungen sowie durch
- häufige stationäre Behandlungen.[3]

## Kontextueller Ansatz
Erkenntnisse aus der Forschung lassen Systemsprenger als eine heterogene Personengruppe erkennen. Ein kontextueller Ansatz geht davon aus, dass sie aufgrund eines individuellen und komplexen Hilfebedarfs nicht in der beabsichtigten Weise von den bestehenden Versorgungssystemen profitieren und dadurch bedroht sind, geschlossen untergebracht zu werden oder anderweitig aus dem Versorgungssystem herauszufallen. In der deutschsprachigen Forschung hat sich der Fokus deshalb von den personenbezogenen auf die kontextuellen und strukturellen Faktoren verschoben. Demnach entstehen Systemsprenger aus methodischer, struktureller und ethischer Überforderung des Hilfesystems. Baumann weist auch besonders darauf hin, dass es die Dynamiken des Hilfesystems, des Gesundheitssystems und des Schulsystems sind, und die Art, wie diese Systeme miteinander interagieren, die dazu führen, dass die Hilfe nicht auf den Adressaten eingestellt werden können, sondern formalen Eigenlogiken der jeweiligen Institutionen und Rechtsformen folgen, in die nun einmal nicht jeder junge Mensch hineinpasst. Insofern ist Baumann folgend „Systemsprenger sein“ auch eine Kompetenz, um unreflektierte Stereotypien der Struktur von Pädagogik und Psychiatrie aufzuzeigen. Die Energie, mit der diese Menschen uns einen Spiegel vorhalten, wird dabei als wichtiger erachtet als das individuelle Problem der vermeintlichen Störer. Im kontextuellen Ansatz bleibt also die Definitionsmacht der Hilfesysteme gegenüber ihrer Klientel ein wesentlich zu reflektierender Teil des Phänomenbereiches „Systemsprenger“.

## Perspektiven
Immer wieder gab es in den letzten Jahren intensive Bemühungen, so genannte „passgenaue Hilfen“ zu installieren. Für Kinder und Jugendliche, die viele Abbrucherfahrungen hinter sich haben, werden mittlerweile sehr differenzierte Hilfeformen vorgehalten, die zwischen niedrigschwelligen Betreuungsangeboten bis zu Zwangsmaßnahmen reichen. In der Jugendhilfe stehen z. B. folgende Betreuungsformen bereit:
- Individualpädagogische Maßnahmen (im In- und Ausland)
- Intensivgruppen (mit hohem Betreuungsschlüssel und geringer Platzzahl)
- Geschlossene Unterbringung
- Betreuung im trägereigenen Wohnraum
- Therapeutische Wohngruppen
- Streetwork und Notschlafstellen
- Hoch individualisierte Sonderleistungen im Fallverbund

Dabei unterscheiden sich die einzelnen Betreuungsformen nicht nur durch ihre Struktur, sondern auch inhaltlich sehr stark voneinander. Häufig entscheidet nicht der äußere Rahmen über die Passung der Hilfe, sondern ob es inhaltlich und auf der Bindungsebene gelingt, mit den Betroffenen in Kontakt zu geraten. Evaluationsstudien haben dabei in den letzten Jahren gezeigt, dass diese Hilfeformen durchaus in der Lage sind, deutlich positive Effekte zu erzielen. Aber in allen diesen Hilfen gibt es auch Abbrüche und weitere Erfahrungen des Scheiterns, was dann die Dynamik des Scheiterns zusätzlich verstärkt.
Baumann zufolge besteht dabei der größte Forschungsbedarf in den nächsten Jahren einerseits im Bereich der verstehenden pädagogischen Diagnostik, um sich der Dynamik scheiternder Hilfeverläufe individuell anzunähern. Andererseits sollten pädagogische Fachkräfte so begleitet, unterstützt und supervidiert werden können, dass sie die belastende Arbeit weiterhin professionell und zugewandt leisten können. Das pädagogisch-methodische Rüstzeug, um mit Systemsprengern zu arbeiten, sei in Jugendhilfe und Psychiatrie zweifelsfrei vorhanden.

## Filme
- Systemsprenger, Spielfilm von Nora Fingscheidt (2019)
- wdr.de / Menschen hautnah: 
  - Teil 1: Wenn "Systemsprenger" erwachsen werden: Wohin mit Emil? (Seite nicht mehr abrufbar, festgestellt im August 2025. Suche in Webarchiven)
  - Teil 2: Wenn "Systemsprenger" erwachsen werden: Emil zieht aus (Seite nicht mehr abrufbar, festgestellt im August 2025. Suche in Webarchiven)